# محكمة أسقفية

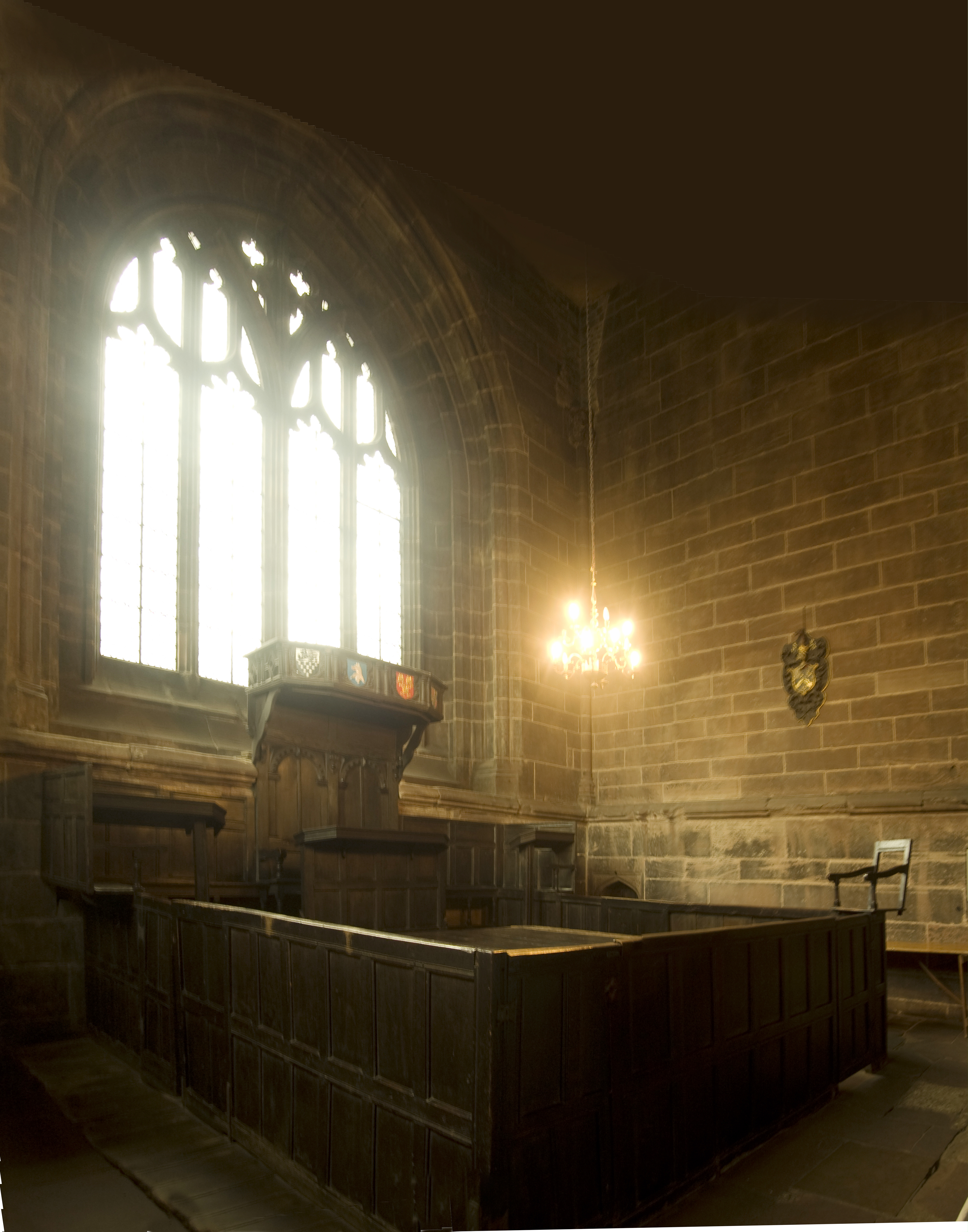
المحكمة الأسقفية في كاتدرائية تشيستر، وهي أقدم قاعة محكمة كنسية كاملة في بريطانيا العظمى

المحكمة الأسقفية هي نوعٌ من المحاكم الكنسية، خاصةً ضمن كنيسة إنجلترا، وقد أنشئت أصلاً وفقًا لميثاق الملك ويليام الفاتح، وما زالت قائمةً حتى اليوم، وذلك على الرغم من أن المحاكم الأسقفية قد فقدت الكثير منذ منتصف القرن التاسع عشر تقريبًا. يُوجد لكل أبرشية في كنيسة إنجلترا محكمةٌ أسقفية (تسمى في أبرشية كانتربيري بمحكمة كوميساري).